# ثنائي كلورو ثنائي سيانو بنزوكينون
ثنائي كلورو ثنائي سيانو بنزوكينون أو 2,3-ثنائي كلورو-5,6-ثنائي سيانو-1,4-بنزوكينون (اختصاراً DDQ) هو كاشف كيميائي له الصيغة  C6Cl2(CN)2O2. وهو مؤكسد مفيد في نزع الهيدروجين من الكحولات، الفينولات، والكيتونات الستيرويدية. يتحلل الكاشف في الماء، ولكنه مستقر في الأحماض المعدنية المائية.